# Mylochromis melanonotus
Mylochromis melanonotus es una especie de peces de la familia Cichlidae en el orden de los Perciformes.

## Morfología
Los machos pueden llegar alcanzar los 26 cm de longitud total.

## Hábitat
Vive en zonas de clima tropical entre 24 y 26 °C  de temperatura.

## Distribución geográfica
Se encuentran en África: es una especie endémica del lago Malawi.